# 法國中尉的女人 (小說)
《法國中尉的女人》（The French Lieutenant's Woman）是1969年的後現代歷史科幻小說，作者是約翰·福爾斯。
《法國中尉的女人》以維多利亞時代的文學為基礎。
《美國圖書館》將《法國中尉的女人》描述為1969年最著名的小說之一。